# Personalentwicklungsverbund
Ein Personalentwicklungsverbund ist ein Zusammenschluss eigenständiger – in der Regel mittelständischer – Unternehmen gleicher oder auch unterschiedlicher Branchen in der Rechtsform eines Vereins, einer Kapitalbeteiligungsgesellschaft oder als lose Kooperationsbeziehung.
Die Unternehmen übertragen die Funktion der Personalentwicklung dem Verbund. Durch anteilige Finanzierung hauptamtlicher Personalentwickler erhalten die Unternehmen eine betriebsspezifische Personalentwicklung, ohne eigene Ressourcen bereitstellen zu müssen. Neben Kosteneinsparungen lassen sich durch koordinierte Verbundaktivitäten wie z. B. „Erfahrungsaustausch“ oder „gemeinsame Weiterbildung“ zahlreiche Synergieeffekte erzielen.